# Radio Link Control
Radio link control (RLC) ist ein im Mobilfunk auf der Luftschnittstelle eingesetztes Layer 2 Protokoll. Das Protokoll wird von 3GPP für UMTS in TS 25.322, für LTE in TS 36.322 und für 5G New Radio (NR) in TS 38.322 spezifiziert.
RLC liegt im Protokoll-Stack oberhalb der MAC-Schicht und unterhalb der PDCP-Schicht. 
Die wichtigsten Funktionen des RLC Protokolls sind:
- Übertragung der Daten von höheren Protokollschichten. Drei Arten der Übertragung werden angeboten: Acknowledged Mode (AM), Unacknowledged Mode (UM) und Transparent Mode (TM)
- Fehlerkorrektur mittels ARQ (nur im AM Übertragungsmodus)
- Segmentieren und Zusammensetzen der Informationen (nur bei UM und AM)
- Sortieren der Daten in der richtigen Reihenfolge (nur bei UM und AM);
- Erkennen und Verwerfen von doppelt empfangenen Daten (nur bei UM and AM);
- Erkennen und Behandlung von Protokollfehlern